# Camí dels Prats de Baix
El Camí dels Prats de Baix és un camí del terme de Castell de Mur, Pallars Jussà, dins de l'antic terme de Guàrdia de Tremp.
Arrenca del Camí dels Prats de Dalt, a ponent de la partida de l'Hospital, des d'on s'adreça cap al sud, fins que en 600 metres arriba al paratge de Codoloies, on acaba el seu recorregut.

## Etimologia
Pren el nom de la part baixa de la partida de los Prats, que és on mena.